# Torpan Pojat
Torpan Pojat (ToPo) ist ein finnischer Basketballverein aus Helsinki.
Der Verein wurde 1932 als Sportverein einer Schule in Munkkiniemi, einem Stadtteil Helsinkis gegründet. Ende der 1950er Jahre stellten sich die ersten Erfolge auf nationaler Ebene im Basketball ein. Nach zwei Vizemeisterschaften 1957 und 1959 wurde ToPo 1960 erstmals finnischer Meister im Basketball. Weitere Triumphe folgten 1966, 1978 sowie drei Meisterschaften in den 1980er Jahren. Von 1996 bis 1998 wurden die Torpan Pojat schließlich dreimal in Folge Landesmeister sowie zweimal Pokalsieger.
Die Heimspiele trägt der Klub in der Töölön kisahalli im Helsinkier Stadtteil Töölö aus. Die Halle wurde für die Olympischen Sommerspiele 1952 errichtet.

## Erfolge
- Finnische Meisterschaften:
  - 1. Platz: 9-mal (1960, 1966, 1978, 1981, 1983, 1986, 1996, 1997, 1998)
  - 2. Platz: 9-mal (1957, 1959, 1962, 1963, 1964, 1993, 1994, 2000, 2010)
  - 3. Platz: 6-mal (1961, 1967, 1977, 1988, 1991, 1995)

- Finnischer Pokal:
  - Sieger: 4-mal (1980, 1992, 1996, 1997)

## Bekannte Spieler
- Chase Griffin (* 1983), 2011/12 im Verein
- Carl Lindbom (* 1991), 2011/12 im Verein
- Kimmo Muurinen (* 1981), 2011/12 im Verein
- Hanno Möttölä (* 1976), seit 2009 im Verein
- Obie Trotter (* 1984), 2009/10 im Verein
- Scottie Pippen (* 1965), 2008 im Verein
- Dennis Rodman (* 1961), 2005 im Verein
- Shawn Huff (* 1984), 2000/01 im Verein
- Eric Taylor (* 1969), 1999/2000 im Verein
- André Bade (* 1973), 1998/99 im Verein

## Bekannte Trainer
- Aaron McCarthy (* 1961), 1997 bis 2001 im Verein